# 2014 في السلفادور
فيما يلي قوائم الأحداث التي وقعت خلال عام 2014 في السلفادور.

## سياسة

### تعيين في المنصب
- 1 يونيو – سلفادور سانشيز سيرين رئيس السلفادور.

### انتهاء فترة المنصب
- 1 يونيو – سلفادور سانشيز سيرين نائب رئيس السلفادور [الإنجليزية]‏.

## أفلام
من الأفلام التي صدرت هذه السنة في السلفادور:
- 1 يناير – دراكولا غير مروي من إخراج Gary Shore [الإنجليزية]‏.

## وفيات

### أغسطس
- 4 أغسطس – رودريغو أوسوريو (مواليد 1968) لاعب كرة قدم سلفادوري.